# ナーガパッティナム包囲戦
ナーガパッティナム包囲戦（ナーガパッティナムほういせん、英語: Siege of Negapatam）は第四次英蘭戦争において、グレートブリテン王国がオランダ連邦共和国に宣戦布告したという報せがインドに届いた後のはじめての戦い。イギリス軍がインド東海岸にあるオランダ領コロマンデルの首都ナーガパッティナム港を包囲した後、要塞に穴を開けて降伏させた戦いである。オランダの籠城軍はヨーロッパ人が500名、現地人が5,500名で、マイソール王国のハイダル・アリーが2,000人の援軍を派遣した。
多くのイギリス陸軍が第二次マイソール戦争でハイダル・アリーに釘付けにされ、イギリス東インド会社のエア・クートはオランダへの攻撃に反対している中、マドラス総督ジョージ・マカートニーは4千人以上の兵士を募ることに成功し、エドワード・ヒューズ提督の支援も得てオランダとマイソールの守備軍を撃破した。

## 背景
1778年、フランス王国がアメリカ独立戦争に参戦したことで、グレートブリテン王国はすぐさまフランスのインド植民地を攻撃した。1779年、イギリスが西海岸のマーヒを占領したことがマイソール王国の実質的な統治者ハイダル・アリーを刺激した。彼はマーヒが彼の保護下にあると宣言し、ここに第二次マイソール戦争が勃発。戦争の初期、マイソール軍は快進撃を遂げ、たびたびイギリスの本拠地マドラスを脅かした。1781年のモンスーンが始まるころには戦況が膠着した。
1780年12月、イギリスはオランダ連邦共和国がフランスとアメリカに武器を密輸したことを理由に宣戦布告した（第四次英蘭戦争）。この報せは1781年のはじめにオランダの植民地政府に届けられたが、本拠地ナーガパッティナムにいる総督ライネル・ファン・フリシンゲンは報せが広く知られた1781年6月にトリンコマリー総督イマン・ウィレム・ファルクから教えられるまで知らなかった。
オランダ、イギリス、マイソールの関係は流動的だった。ハイダル・アリーの軍は1781年のはじめにはナーガパッティナム近くの村を略奪していて、ファン・フリシンゲンが賠償金を要求してタンジャーヴールに派遣した使者を捕らえて、逆に身代金を支払わせ、さらにプリカットやサドラスを脅かした。マドラスにいるイギリスのエア・クート将軍はこの交渉の最中、ファン・フリシンゲンに援助を申し出た。
しかし、1781年夏、マカートニー卿がマドラス総督に着任し、英蘭戦争開戦の報せをもたらした。彼はすぐにイギリス軍を動員してインドとセイロン島にあるオランダ領を攻撃した。ファン・フリシンゲンは戦争のことを知るとすぐにハイダル・アリーに同盟を申し出、ハイダル・アリーは7月29日に同意し、同盟は9月4日に正式に批准された。

## 包囲まで
ファン・フリシンゲンは1781年8月のはじめ、600名の兵士、火薬や弾薬をハイダル・アリーに送ったが、イギリスがナーガパッティナムに向かってくることがわかると、自軍の守備に切り替えた。9月末、ハイダル・アリーに送った兵士が2,100人のマイソール軍とともにナーガパッティナムに戻り、城壁の外に防御線を張った。この防御線にはセポイやヨーロッパ人も守備についていた。
多くのイギリス陸軍は第二次マイソール戦争でハイダル・アリーに釘付けにされ、エア・クートはそこの陸軍を投入することに反対した。マーカトニー卿は引退する予定だったヘクター・マンローを引き抜け、マドラスの南で活動しているジョン・ブライスウェイト大佐を説得した結果、ブライスウェイト大佐はエクルズ・ニクソン大佐率いる部隊をナーガパッティナムに向けて送った。マンローの部隊はエドワード・ヒューズ提督の艦隊でナーガパッティナムに輸送された。10月20日、ニクソンはオランダ領のカリカルを占領、次の日にはハイダル・アリーに占拠されているオランダ領のナーグールを落とした。同日、ヒューズ提督の艦隊が到着し、マンローの軍を輸送した。

## 包囲
包囲の初期、マンローは防御線の外囲へ小部隊で攻撃した。10月27日と28日に防御線の西で実行したが跳ね返された。ヒューズ提督の戦船1隻を東におくり、そこで攻撃すると成功した。10月30日の出来事だった。オランダ側の記録によると、この戦闘によりマイソール騎兵のほとんどが逃亡し、残りのオランダ軍は城砦の中に籠った。
11月1日、マンローは塹壕を掘りはじめ、5日に砲兵中隊を構築した。その夜、オランダはソーティを送って撹乱しようとしたが、8つの大砲を含む中隊は次の日に完成し、11月7日に発砲して北の城壁に大損害を与えた。オランダは10日にソーティを再び送ったが効果はなかった。
オランダはハイダル・アリーに増援を求めた。ハイダル・アリーは10月28日に再び援軍を派遣し、援軍は11月8日にナーガパッティナムの西に到着した。ファン・フリシンゲンはマイソール軍にイギリス軍を攻撃するよう命じたが、イギリス軍が大軍だったためマイソール軍は躊躇し、ハイダル・アリーにもっと援軍を送るよう要求した。この援軍は11月10日に到着したが、マンローはその機会を捉えて戦闘の準備ができていないマイソール軍を蹴散らして撤退させた。さらなる援軍は13日に到着したが、そのときにはナーガパッティナムはすでに降伏した。
ファン・フリシンゲンは11月10日夜、作戦会議を開いたが、ナーガパッティナムには一日分の火薬しか残ってないことがわかると降伏を選び、翌日に白旗を揚げた。

## その後
降伏の交渉は11月12日に完了し、同日にオランダ軍は降伏した。オランダはこの敗北を調査し、ファン・フリシンゲンの怪しい動きを察知した。彼は包囲戦の後半病気を称した。また火薬の不足の原因だった可能性もある。
イギリスは続いてセイロン島のトリンコマリーやほかのオランダ植民地を占領したが、1784年に戦争が終わるとナーガパッティナムを除いて全部オランダに返還した。